# Constitution vénézuélienne de 1830
Pour les articles homonymes, voir Constitution vénézuélienne.
La constitution du Venezuela de 1830 est le texte fondateur du Venezuela après sa sécession de la Grande Colombie, le 27 décembre 1829. Elle est adoptée par le Congrès de Valencia (es), le 22 septembre 1830.

## Histoire
Le Congrès constituant commence ses sessions dans la ville de Valencia le 6 mai 1830, avec l'assistance de 33 des 48 députés ayant été élus représentants des provinces de  Cumaná, Barcelona, Margarita, Caracas, Carabobo, Mérida, Barinas et Guyana.

## Caractéristiques
- Il est établi que le territoire national comprend tout ce qui avant 1810 faisait partie de la  Capitainerie générale du Venezuela, selon le principe de l'Uti possidetis juris.
- Le pouvoir législatif est constitué des chambres des sénateurs et des députés. Elles doivent se réunir annuellement à partir du 20 janvier, dans la capitale de la République, pour une durée de 30 jours pouvant être prolongée de 30 jours supplémentaires si nécessaire.
- Le pouvoir judiciaire est constitué de la Cour Suprême de Justice, et des Cours Supérieures de Justice.